# Deutscher Pfadfinderverband (1929)
Der Deutsche Pfadfinderverband war ein am 20. Oktober 1929 gegründeter Dachverband deutscher Pfadfinderbünde, der das deutsche Pfadfindertum im In- und Ausland vertreten sollte.

## Geschichte
Vorläufer des Deutschen Pfadfinderverbandes war das 1928 vom Bund deutscher Reichspfadfinder (BdR), dem Deutschen Pfadfinderbund (DPB), den Kolonialpfadfindern und weiteren Bünden gegründete und von Eberhard Plewe geleitete „gemeinsame Auslandsamt der deutschen Pfadfinderbünde“. Es entstand in Reaktion auf die Gründung des vom Internationalen Büro (IB) geförderten Deutschen Scoutverbandes, in dem  sich einige kleine Pfadfinderbünde zusammengeschlossen hatten.
1929 entwickelte sich daraus der Deutsche Pfadfinderverband, der den Bund der Reichspfadfinder, den Bund deutscher Kolonialpfadfinder, die Christliche Pfadfinderschaft Deutschlands, den Deutschen Pfadfinderbund, den Kolonialbund deutscher Pfadfinder, die Deutsche Pfadfinderschaft und die Ringgemeinschaft deutscher Pfadfinder umfasste.
1930 traten die Christliche Pfadfinderschaft Deutschlands und die Ringgemeinschaft deutscher Pfadfinder aus dem Verband wieder aus, da sie die von Plewe, dem DPB und dem BdR beabsichtigte Umwandlung des offenen Verbandes in einen geschlossenen Bund ablehnten. Im gleichen Jahr stellte auch der Bund deutscher Kolonialpfadfinder seine Mitarbeit im DPV ein, blieb aber Mitglied des Verbandes. Anfang 1931 verließ mit der Deutschen Pfadfinderschaft ein weiterer Bund den DPV; sie bildete eine Arbeitsgemeinschaft mit anderen deutschnationalen Bünden und lehnte den Anschluss an die internationale Pfadfinderbewegung ab.
Ab Juli 1931 kam es zu Gesprächen mit dem IB zwecks Aufnahme des Verbandes in die Weltpfadfinderbewegung, die faktisch im August 1931 vollzogen wurde. Die offizielle Bestätigung sollte 1933 auf dem Jamboree in Gödöllő (Ungarn) erfolgen, was die Machtübernahme der Nationalsozialisten und die Auflösung seiner größten Mitgliedsbünde aber verhinderte.
Ab Mitte 1932 gewann der DPV erneut an Mitgliedern: Zunächst beantragten der Neudeutsche Pfadfinderbund und der Deutsche Späherbund die Aufnahme; beide Bünde schlossen sich noch 1932 mit dem BdR zur Reichsschaft Deutscher Pfadfinder zusammen, die im Januar 1933 als Mitglied des DPV bestätigt wurde. Im März 1933 kehrte die Christliche Pfadfinderschaft Deutschlands in den DPV zurück, gleichzeitig wurde die Deutsche Freischar aufgenommen. Damit waren im Verband alle großen deutschen Pfadfinderbünde zusammengeschlossen.
Schon im Juni 1933 verlor der DPV einen wesentlichen Teil seiner Mitglieder: Mit der Auflösung des Großdeutschen Bundes am 21. Juni 1933 wurden auch der DPB und die Deutsche Freischar aufgelöst. Die Kolonialpfadfinder schlossen sich am 1. August 1933 der Hitler-Jugend an. Der Deutsche Pfadfinderverband überlebte nur geringfügig länger: Er wurde am 19. Februar 1934 verboten, die Reichsschaft Deutscher Pfadfinder – zuletzt einziges Mitglied – folgte am 26. Mai 1934.